# Paulin Obame Nguema
Pour les articles homonymes, voir Nguema.
Paulin Obame Nguema, ou Paulin Nguema-Obam, né le 28 décembre 1934 à Libreville (Gabon, Afrique-Équatoriale française) et mort le 11 décembre 2023 dans la même ville, est un homme politique gabonais, membre du Parti démocratique gabonais. 
Il est Premier ministre du 2 novembre 1994 au 23 janvier 1999 puis député élu aux élections législatives de 2001 (en) et de 2006 (en).